# Resolució 1066 del Consell de Seguretat de les Nacions Unides
La Resolució 1066 del Consell de Seguretat de les Nacions Unides fou adoptada per unanimitat el 15 de juliol de 1996. Després de recordar anteriors resolucions sobre Croàcia incloses les resolucions 779 (1992), 981 (1995), 1025 (1995) i 1038 (1996), el Consell va autoritzar que els observadors militars continuessin monitoritzant la desmilitarització a l'àrea de la península de Prevlaka de Croàcia fins al 15 de gener de 1997.
El Consell va prendre nota d'un acord entre els presidents de Croàcia i la República Federal de Iugoslàvia (Sèrbia i Montenegro) pel que fa a la desmilitarització i emfatitzava la contribució que això havia fet en la disminució de la tensió a la regió. També va reafirmar la sobirania, la integritat territorial i la independència de Croàcia, i la importància del reconeixement mutu entre els estats successors a l'antiga Iugoslàvia.
Es va instar als dos països a complir els seus compromisos i continuar debatent les seves opinions sobre la normalització de les seves relacions bilaterals. Foren encoratjats a adoptar mesures per reduir la tensió tal com ho suggereriren els observadors militars. Mentrestant, els observadors i la IFOR van ser cridats a cooperar entre ells.
El Consell també va demanar al Secretari General de les Nacions Unides que informés el 5 de gener de 1997 sobre la situació a la península i sobre els progressos realitzats per Croàcia i Sèrbia i Montenegro per resoldre les seves diferències.